# 豊景神社
豊景神社（とよかげじんじゃ）は福島県郡山市富久山町福原にある神社である。4月と10月の例大祭で奉納される太々神楽は、福島県指定の重要無形民俗文化財に指定されている。

## 歴史
1056年（天喜4年）、前九年の役で陸奥国へ向かう源頼義、源義家がこの地を通った際、凶作で苦しんでいた農民を救う為に、五穀豊穣の神である豊斟渟命を祀り「御霊宮」としたのが始まりと伝わる。
その後、後三年の役で再び訪れた源義家の家臣、鎌倉権五郎景政により渦の元凶であった魔物が退治されたため、これに感謝して、1144年（天養元年）に景政が合祀される。
1588年（天正16年）、郡山合戦の戦火で焼失し、その後、1616年（元和2年）奥州街道の整備にあたって、現在地へ遷座。
1742年（寛保2年）、神祇官令により正一位の神号を授けられて「正一位御霊宮」となる。
1868年（明治元年）、神仏分離令により豊斟渟命の「豊」と鎌倉権五郎景政の「景」の一文字ずつ取って「豊景神社」と改称する。

## 豊景神社の太々神楽
出雲流（採物神楽）の里神楽に分類される神楽。以下28座の演目の神楽が神楽殿で演じられる。
- 清祓降神
- 天地開闢
- 四方硬楽
- 国硬楽
- 玉鉾楽
- 太刀楽
- 扇楽
- 御神囃子楽
- 榊楽
- 思兼楽
- 鎮悪楽
- 大国魂楽
- 燈明楽
- 磐戸楽

- 献饌祝詞
- 天狐楽
- 宇賀楽
- 大散供楽
- 稲刈楽
- 岡崎楽
- 白杖楽
- 四神祭楽
- 大延楽
- 事代主楽
- 鹿島諏訪楽
- 倭姫楽
- 猿楽
- 太平昇神

1616年（元和2年）の遷宮の時に奉納されたと伝わっている他、1840年（天保11年）には田村郡の木村、三丁目、仁井田、阿久津、貝山、下行合などの神職により田村流の神楽が奉納されたという記録が残っているなど、古くから行なわれていたとみられている。
現在は4月第2日曜日と10月第2日曜日の例大祭で見ることができる。

## その他

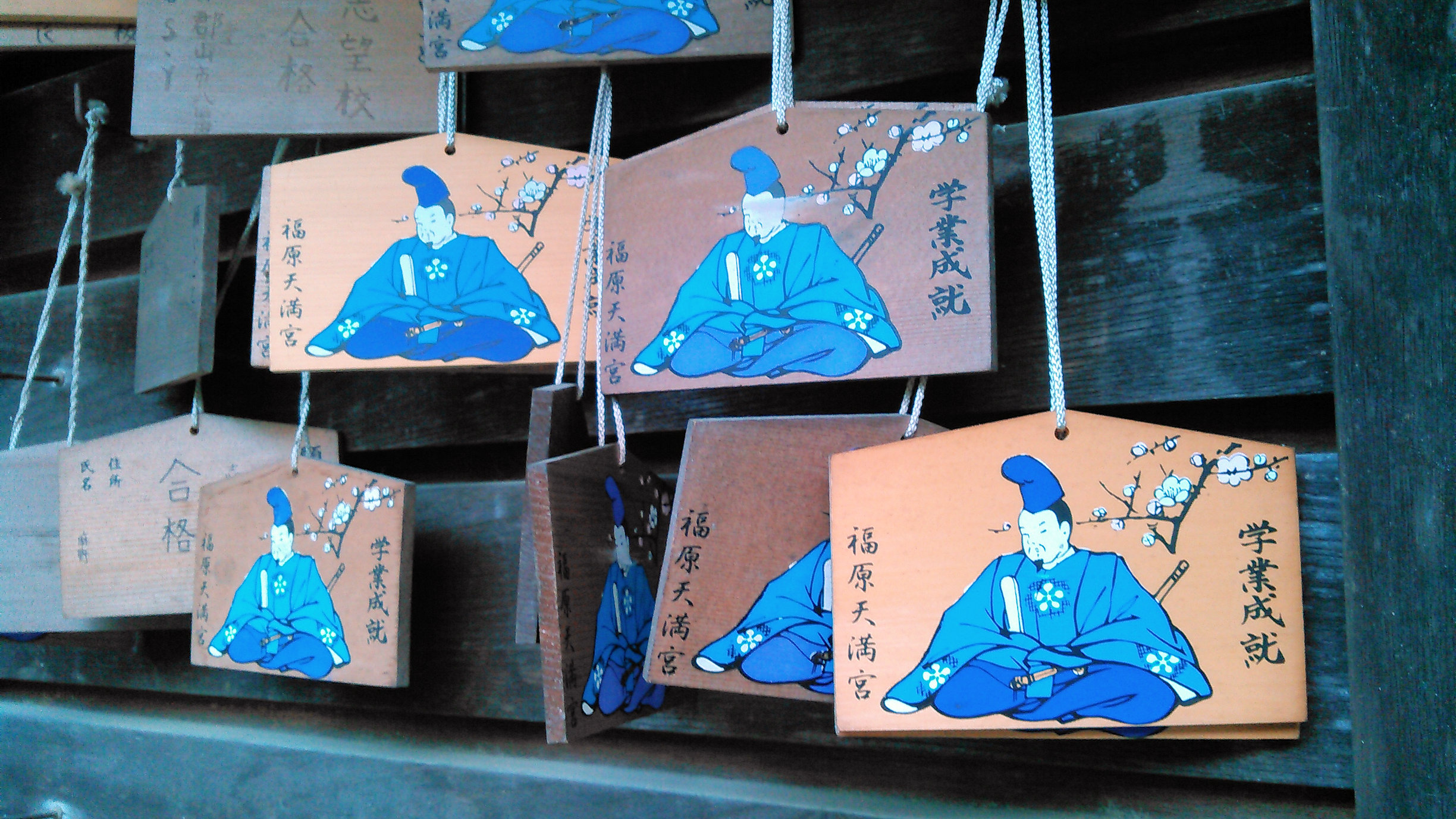
福原天満宮の絵馬

- 伝説では景政が魔物を退治する際に五本の矢を射て、二本目の矢が落ちた地に創建されたのが大鏑神社、四本目の矢が落ちた地が当神社が創建された場所と伝わる[4][5]
- 境内社として福原天満宮があり、菅原道真の絵馬が用意されている他、付近には撫牛などがある

## 交通
- 東北自動車道郡山ICから車で約15分
- JR東日本東北新幹線郡山駅6番バス乗り場より福島交通バス福原経由宝沢レイクタウン行または富久山循環で約11分「富久山行政センター」停留所下車、徒歩3分
- JR東日本東北新幹線郡山駅から徒歩約35分